# 田ノ口の賽の神祭り
田ノ口の塞の神祭り（たのくちのさいのかみまつり）は、兵庫県豊岡市日高町田ノ口で、毎年1月の第2月曜日（成人の日）に行われている祭りである。

## 由来
1600年ごろから始まったとされ、当初は1月15日の小正月に行われていた。
塞の神は悪霊や疫神が外部から侵入するのを防ぎ、丸い河原石を奉納するなどの病魔を払う祈願も行われていたようである。

## 次第
祭りの主体は田ノ口区である。
午前中に田ノ口区民によって長さ約100cm・幅約70cmの草鞋と草履が編まれる。昼過ぎになると、足の神「サエノカミ」が宿るとされるスギに吊るされ、神主によって祝詞の奏上がされる。
草履と草鞋は2本のスギにくくり付けられるが、必ず向かって右に男紙とされる草履が、左に女神とされる草履がそれぞれ吊るされる。

## その他
スギの横には説明板がある（北緯35度28分18.8394秒 東経134度41分27.384秒 / 北緯35.471899833度 東経134.69094000度）。
1993年（平成5年）3月29日に豊岡市指定無形民俗文化財となった。

## ギャラリー

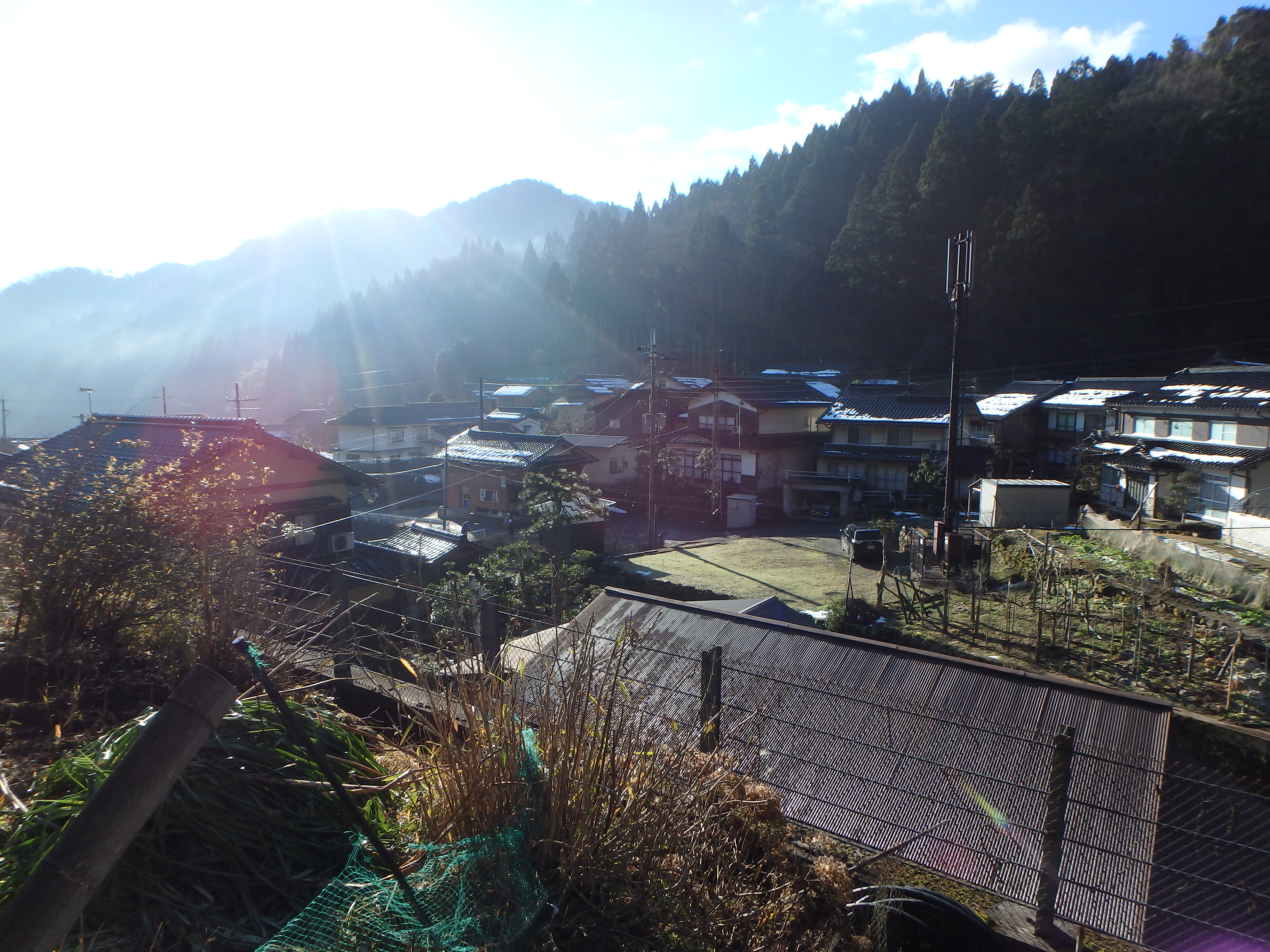
田ノ口地区の全景
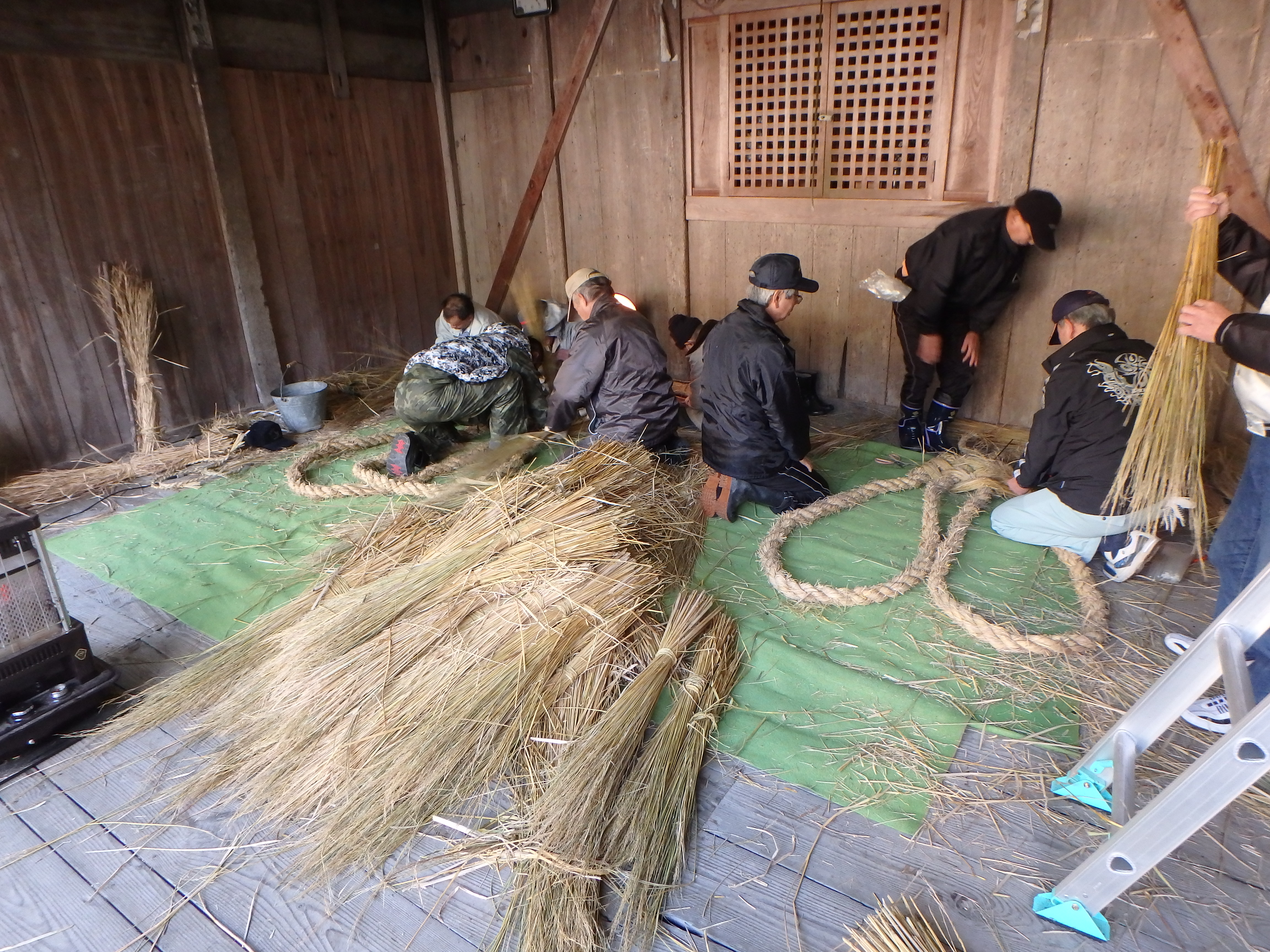
塞の神祭りの準備
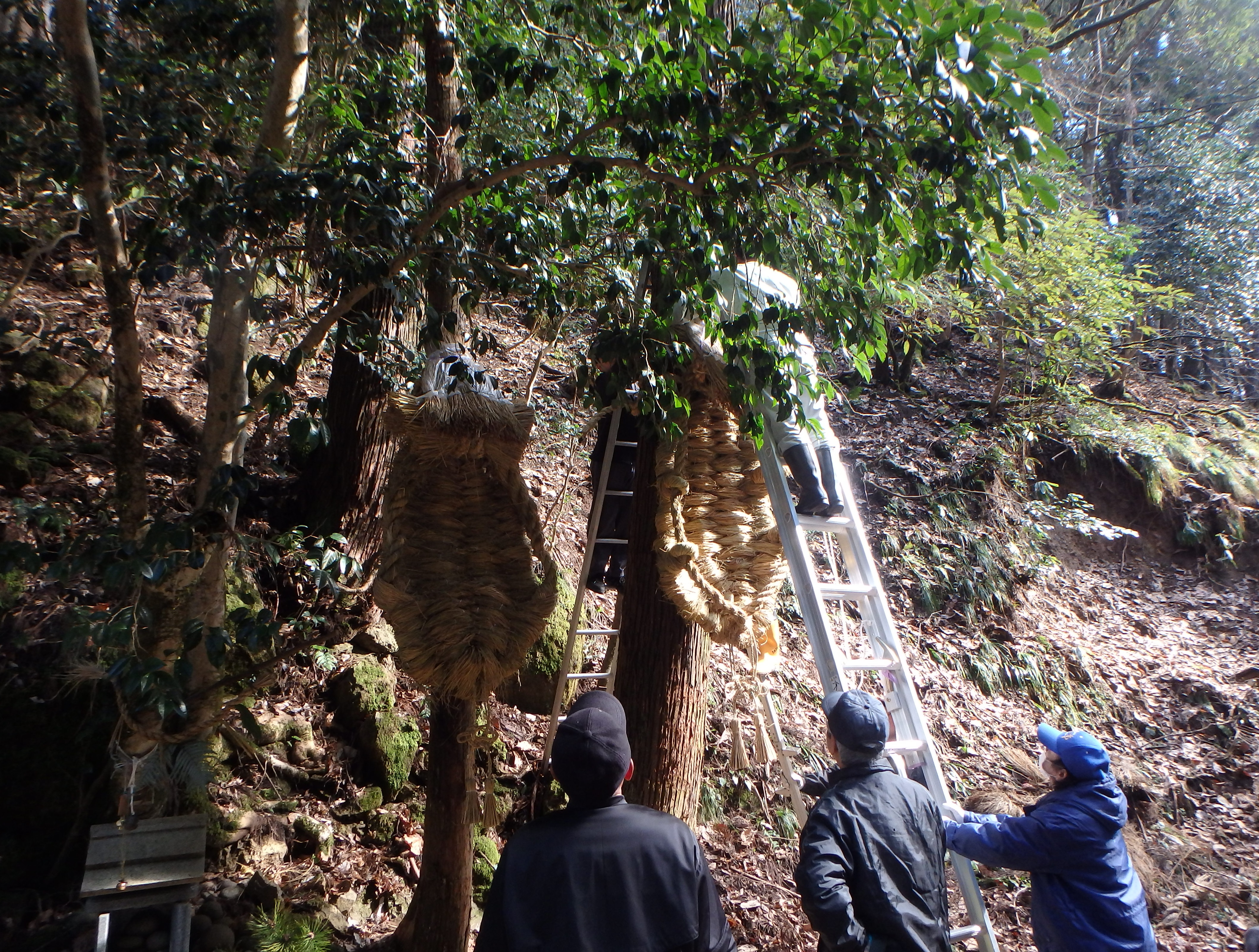
草鞋の取り付け
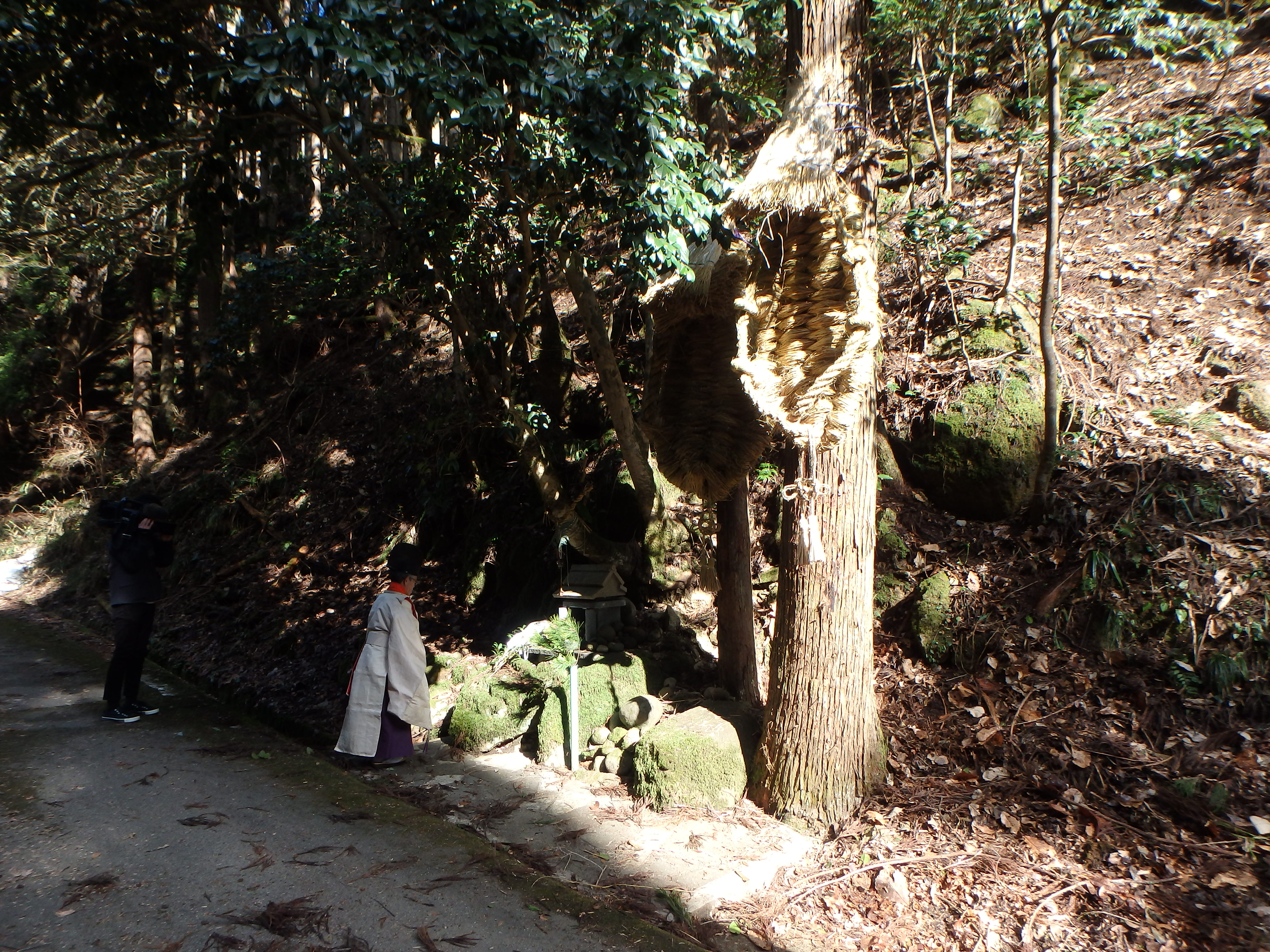
塞の神祭りに際しての祝詞の奏上

## 引用文献
- 日高町制50周年記念誌編集委員会編『ひだか辞典』、日高町、2005年3月
- 松井敬代「田ノ口の賽の神祭り」（豊岡市歴史文化遺産活用活性化事業実行委員会編『豊岡市の祭礼・年中行事等調査報告書』、2017年3月、pp.175-176）